# Liste d'abbayes cisterciennes de Belgique
Pour un article plus général, voir Liste d'abbayes cisterciennes.

Blason de l'ordre cistercien

Cet article liste les abbayes cisterciennes actives ou ayant existé sur le territoire belge actuel. Il s'agit des abbayes de religieux (moines, moniales) appartenant à l'Ordre cistercien.
Ces abbayes ont appartenu, à différentes époques, à des ordres, des congrégations ou des groupements, dont les principaux, pour les abbayes belges, sont :
- les Cisterciens de la commune observance
- les Cisterciens de la stricte observance ou Trappistes

Les dates indiquées entre parenthèses correspondent au début et à la fin du statut d'abbaye cistercienne, mais ne coïncident pas obligatoirement avec la création et à la disparition du monastère.
| Abbayes d'hommes  |
| Abbayes de femmes |

Les abbayes actives sont signalées en caractères épais.
Ne figurent pas dans cette liste les prieurés dépendant des abbayes citées.

## Liste
| N°  | Nom                                                 | Coordonnées                                                       | Commune                   | Land                 | Diocèse            | Famille                           | Date début          | Date fin            | Image |
| --- | --------------------------------------------------- | ----------------------------------------------------------------- | ------------------------- | -------------------- | ------------------ | --------------------------------- | ------------------- | ------------------- | ----- |
|     | Achel                                               | 51° 17′ 57″ nord, 5° 29′ 17″ est                                  | Hamont-Achel              | Limbourg             | Liège              | Trappistes                        | 1846                | -                   |       |
|     | Amay « La Paix-Dieu »                               | 50° 34′ 17″ nord, 5° 17′ 44″ est                                  | Amay                      | Liège                | Hasselt            | Cisterciennes                     | 1244                | 1797                |       |
|     | Antheit                                             | 50° 33′ 00″ nord, 5° 12′ 57″ est                                  | Antheit                   | Liège                | Liège              | Cisterciennes                     | 1180 1905           | 1797 ?              |       |
|     | Argenton                                            | 50° 33′ 04″ nord, 4° 44′ 23″ est                                  | Lonzée                    | Namur                | Liège              | Cisterciennes                     | 1229                | 1796                |       |
| 273 | Aulne                                               | 50° 21′ 56″ nord, 4° 19′ 49″ est                                  | Gozée                     | Hainaut              | Liège              | Bénédictins Cisterciennes         | 657 1147            | 1147 1796           |       |
|     | Aywiers                                             | 50° 40′ 07″ nord, 4° 28′ 08″ est                                  | Couture- Saint- Germain   | Brabant wallon       | Liège              | Cisterciennes                     | 1215                | 1796                |       |
| 590 | Baudeloo ou Boudelo                                 | 51° 10′ 54″ nord, 3° 59′ 24″ est                                  | Saint-Nicolas             | Flandre Orientale    | Gand               | Bénédictines Cisterciennes        | 1199 1225           | 1225 1796           |       |
|     | Beaupré                                             | 50° 47′ 35″ nord, 3° 56′ 13″ est                                  | Grimminge                 | Flandre Orientale    | Gand               | Cisterciennes                     | 1228                | 1796                |       |
|     | Boneffe                                             | 50° 37′ 28″ nord, 4° 57′ 32″ est                                  | Boneffe                   | Namur                | Namur              | Cisterciennes Cisterciens         | 1227 1461           | 1461 1794           |       |
|     | Bornem                                              | 51° 05′ 37″ nord, 4° 13′ 25″ est                                  | Bornem                    | Anvers               | Malines- Bruxelles | Cisterciens                       | 1603 1836           | 1768 -              |       |
|     | Brecht Notre-Dame de Nazareth                       | 51° 18′ 59″ nord, 4° 37′ 58″ est                                  | Brecht                    | Anvers               | Anvers             | Trappistines                      | 1950                | -                   |       |
|     | Brialmont                                           | 50° 33′ 26″ nord, 5° 35′ 00″ est                                  | Tilff                     | Anvers               | Liège              | Trappistines                      | 1934                | -                   |       |
|     | La Byloke ou Biloque ou Bijloke                     | 51° 02′ 49″ nord, 3° 42′ 53″ est                                  | Gand                      | Flandre- Orientale   | Gand               | Hospitalières Cisterciennes       | 1215 1230           | 1230 1797           |       |
|     | La Cambre                                           | 50° 49′ 06″ nord, 4° 22′ 30″ est                                  | Ixelles                   | Bruxelles- Capitale  | Malines- Bruxelles | Cisterciennes                     | 1201                | 1796                |       |
| 287 | Cambron                                             | 50° 35′ 13″ nord, 3° 53′ 11″ est                                  | Cambron- Casteau          | Hainaut              | Liège              | Bénédictins Cisterciens           | 1148                | 1797                |       |
|     | Chimay Notre-Dame- de-la-Paix                       | 50° 02′ 59″ nord, 4° 18′ 28″ est                                  | Chimay                    | Hainaut              | Tournai            | Trappistines                      | 1919                | -                   |       |
|     | Clairefontaine                                      | 49° 39′ 57″ nord, 5° 51′ 57″ est                                  | Clairefontaine            | Luxembourg           | Namur              | ? Cisterciennes                   | 1214 1247           | 1247 1794           |       |
|     | Clairefontaine                                      | 49° 47′ 48″ nord, 5° 02′ 50″ est                                  | Bouillon                  | Luxembourg           | Namur              | Trappistines                      | 1845                | -                   |       |
| 127 | Les Dunes                                           | 51° 06′ 35″ nord, 2° 37′ 56″ est 51° 13′ 02″ nord, 3° 13′ 45″ est | Coxyde Bruges             | Flandre- Occidentale | Ypres Bruges       | Ermites Bénédictins Cisterciens   | 1107 1127 1138 1601 | 1127 1138 1577 1796 |       |
|     | Épinlieu                                            | 50° 28′ 00″ nord, 3° 56′ 10″ est                                  | Ghlin                     | Hainaut              | Tournai            | Cisterciennes                     | 1216                | 1677                |       |
|     | Florival                                            | 50° 45′ 02″ nord, 4° 40′ 09″ est                                  | Archennes                 | Brabant wallon       | Malines- Bruxelles | Cisterciennes                     | ?                   | 1794                |       |
| 608 | Grandpré                                            | 50° 25′ 05″ nord, 5° 01′ 03″ est                                  | Faulx-les- Tombes         | Namur                | Namur              | Cisterciennes                     | 1231                | 1796                |       |
|     | Groeninge                                           | ? 50° 25′ 05″ nord, 5° 01′ 03″ est ?                              | Marke Groeninghe Courtrai | Flandre- Occidentale | Tournai            | Cisterciennes                     | 1237 1265 1583      | 1265 1583 1797      |       |
|     | Guldenberg (Mont-d'Or)                              | 50° 48′ 06″ nord, 3° 11′ 05″ est                                  | Wevelgem                  | Flandre-Orientale    | Anvers             | Cisterciennes                     | 1214                | 1797                |       |
|     | Hemelsdaele                                         | 51° 12′ 37″ nord, 3° 13′ 37″ est                                  | Bruges                    | Flandre- Occidentale | Bruges             | Cisterciennes                     | ?                   | 1797                |       |
|     | Herkenrode                                          | 50° 57′ 21″ nord, 5° 16′ 43″ est                                  | Hasselt                   | Limbourg             | Hasselt            | ? Cisterciennes Sépulcrines       | 1182 1217 1972      | 1217 1797 -         |       |
|     | Hocht                                               | 50° 53′ 53″ nord, 5° 41′ 08″ est                                  | Lanaken                   | Limbourg             | Hasselt            | Cisterciens Cisterciennes         | 1182 1217           | 1217 1773           |       |
| 717 | Le Jardinet                                         | 50° 15′ 30″ nord, 4° 26′ 05″ est                                  | Walcourt                  | Namur                | Namur              | Cisterciennes Cisterciens         | 1232 1441           | 1441 1793           |       |
|     | Klaarland                                           | 51° 12′ 12″ nord, 5° 34′ 57″ est                                  | Bocholt                   | Limbourg             | Hasselt            | Trappistines                      | 1970                | -                   |       |
|     | Lierre Notre-Dame de Nazareth                       | ?                                                                 | Lierre                    | Anvers               | Anvers             | Cisterciennes                     | 1230                | 1797                |       |
|     | Maagdendale « Val-des-Vierges »                     | 50° 53′ 53″ nord, 5° 41′ 08″ est                                  | Audenarde                 | Flandre- Occidentale | Gand               | Cisterciennes                     | 1233                | 1796                |       |
|     | Mariënlof (nl) (Kolen / Colen)                      | 50° 48′ 52″ nord, 5° 21′ 26″ est                                  | Looz (Borgloon)           | Limbourg             | Hasselt            | Trappistines                      | 1990                | -                   |       |
| 716 | Moulins- Warnant                                    | 50° 53′ 53″ nord, 5° 41′ 08″ est                                  | Anhée                     | Namur                | Namur              | Cisterciennes Cisterciens         | 1233 1414           | 1414 1785           |       |
| 722 | Nizelles                                            | 50° 39′ 47″ nord, 4° 19′ 07″ est                                  | Braine- l'Alleud          | Brabant wallon       | Malines- Bruxelles | Cisterciens                       | 1441                | 1783                |       |
|     | Olive                                               | 50° 28′ 06″ nord, 4° 14′ 51″ est                                  | Morlanwelz                | Hainaut              | Tournai            | Cisterciennes                     | 1233                | 1795                |       |
|     | Oosteekloo                                          | 51° 11′ 00″ nord, 3° 41′ 12″ est                                  | Assenede                  | Flandre- Occidentale | Tournai            | Cisterciennes                     | 1217                | ?                   |       |
|     | Orienten                                            | 50° 52′ 22″ nord, 5° 08′ 43″ est                                  | Assenede                  | Brabant flamand      | Hasselt            | Cisterciennes                     | ?                   | ?                   |       |
| 053 | Orval                                               | 49° 38′ 23″ nord, 5° 20′ 56″ est                                  | Villers- devant- Orval    | Luxembourg           | Namur              | Cisterciens Trappistes            | 1132 1926           | 1797 -              |       |
|     | La Ramée                                            | 50° 40′ 47″ nord, 4° 51′ 12″ est                                  | Jodoigne                  | Brabant wallon       | Malines- Bruxelles | Cisterciennes                     | 1215                | 1796                |       |
|     | Le Parc- les-Dames                                  | ?                                                                 | Rotselaar                 | Brabant flamand      | Malines- Bruxelles | Augustins Cisterciennes           | 1058 1215           | 1215 ?              |       |
| 732 | Rochefort                                           | 50° 10′ 40″ nord, 5° 13′ 11″ est                                  | Rochefort                 | Namur                | Namur              | Cisterciens Trappistes            | 1230 1464 1887      | 1464 1797 -         |       |
| 627 | Saint-Bernard- sur-l'Escaut « Lieu-Saint-Bernard ») | 51° 07′ 54″ nord, 4° 19′ 50″ est                                  | Hemiksem                  | Anvers               | Anvers             | Cisterciens                       | 1243                | 1797                |       |
|     | Saint- Sixte                                        | 50° 53′ 46″ nord, 2° 43′ 14″ est                                  | Westvleteren              | Flandre- Occidentale | Bruges             | Trappistes                        | 1831                | -                   |       |
|     | Salzinnes                                           | 50° 28′ 00″ nord, 4° 51′ 00″ est                                  | Salzinnes                 | Namur                | Namur              | Cisterciennes                     | 1202                | 1796                |       |
|     | Le Saulchoir                                        | 50° 37′ 47″ nord, 3° 23′ 52″ est                                  | Kain                      | Hainaut              | Tournai            | Cisterciennes                     | 1233                | 1797                |       |
|     | Scourmont                                           | 49° 58′ 55″ nord, 4° 20′ 16″ est                                  | Forges- lez-Chimay        | Hainaut              | Tournai            | Trappistes                        | 1850                | -                   |       |
|     | Soleilmont                                          | 50° 26′ 45″ nord, 4° 30′ 38″ est                                  | Gilly                     | Hainaut              | Tournai            | Cisterciennes Trappistes          | 1188 1837           | 1790 -              |       |
|     | Solières                                            | 50° 28′ 37″ nord, 5° 10′ 44″ est                                  | Huy                       | Liège                | Tournai            | Augustiniennes puis Cisterciennes | 1127 1229           | 1229 1795           |       |

## D
- Abbaye de Dooreseele, moniales

## N
- Abbaye du Nouveau-Bois, moniales (Gand)

## R
- Abbaye Notre-Dame du Refuge, moniales (Ath, Hainaut)
- Abbaye de Robermont, moniales (Liège)
- Abbaye de Rothem, moniales (Haelen, Limbourg)

## S
- Abbaye de Spermaillie, moniales (Bruges)

## T
- Abbaye de Ten Roosen, moniales (Alost, Flandre-Occidentale)
- Abbaye de Ter Beeck, moniales (Halle-Boyenhoven)
- Abbaye de Ter Doest, moines (Lisseweghe, Bruges, Flandre-Orientale)
- Abbaye de Ter Hagen, moniales

## V

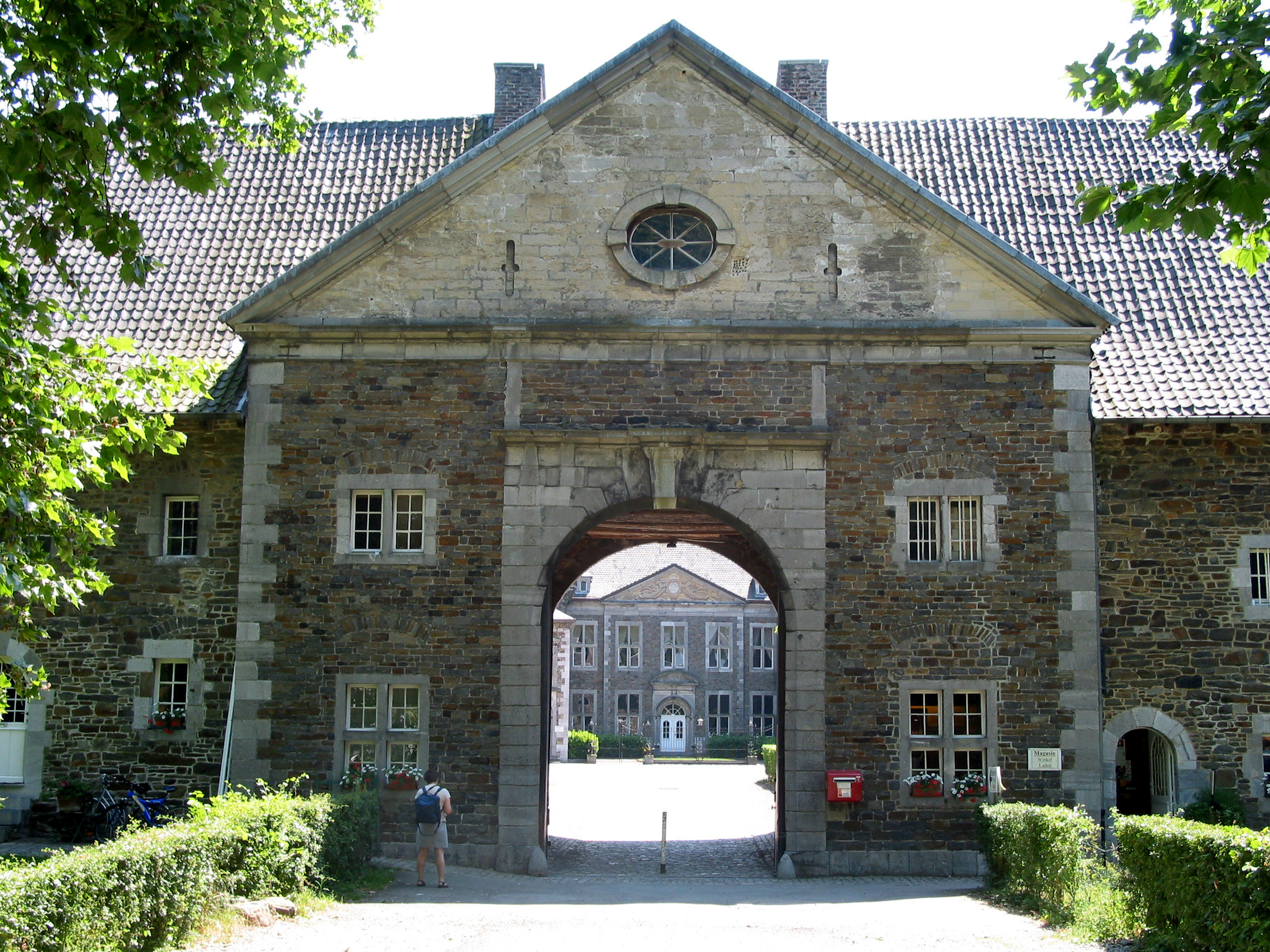
Val-Dieu

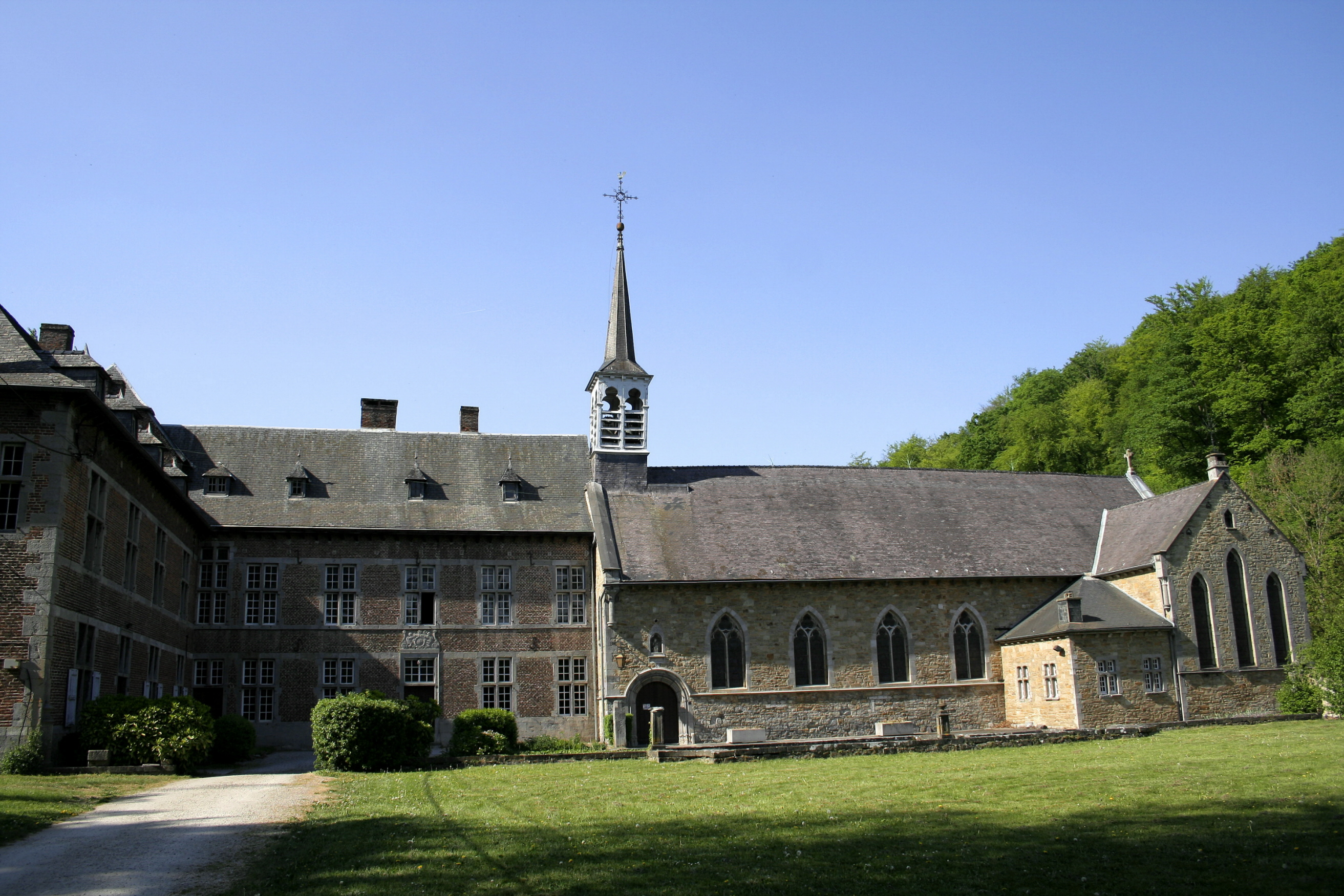
Abbaye du Vivier (Marche-les-Dames)

- Abbaye de Val-Benoît, moniales (Liège)
- Abbaye de Val-du-Ciel, moniales (Ophoven, Maaseik, Limbourg)
- Abbaye Notre-Dame du Val-Dieu, moines, (Aubel, Liège) [9].

- Abbaye de Val-Notre-Dame, moniales (Antheit, Liège)
- Abbaye du Val-des-Roses, moniales (Wavre-Sainte-Catherine, Anvers)
- Abbaye du Val-Saint-Lambert, moines (Seraing, Liège)
- Abbaye du Val-Saint-Bernard, moniales (Diest, Brabant flamand)
- Abbaye de Val-des-Vierges (Maegdendael), moniales (Oplinter, Tirlemont, Brabant flamand)
- Abbaye de Valduc, moniales (Hamme-Mille, Beauvechain, Province du Brabant wallon)
- Abbaye de la Vignette, moniales (Louvain, Brabant flamand)
- Abbaye de Villers-en-Brabant (1146-1796) (Villers-la-Ville, Brabant wallon)
- Abbaye de Vivegnis, moniales (Oupeye, Liège)
- Abbaye Notre-Dame du Vivier, moniales cisterciennes (1103?-1796) (Marche-les-Dames, Namur) [10] - Occupée par la communauté Madonna House[11].

## W
- Abbaye de Wauthier-Braine, moniales (Wauthier-Braine, Brabant wallon)
- Abbaye Notre-Dame du Sacré-Cœur de Westmalle, moines (1794-), diocèse d'Anvers (Malle, Anvers) [12].

## Z
- Abbaye de Zwyveke-lez-Termonde, moniales (Termonde, Flandre-Orientale)